# Municipio de Windham (Ohio)
El municipio de Windham (en inglés: Windham Township) es un municipio ubicado en el condado de Portage en el estado estadounidense de Ohio. En el año 2010 tenía una población de 1865 habitantes y una densidad poblacional de 32,28 personas por km².

## Geografía
El municipio de Windham se encuentra ubicado en las coordenadas 41°12′42″N 81°4′4″O / 41.21167, -81.06778. Según la Oficina del Censo de los Estados Unidos, el municipio tiene una superficie total de 57.78 km², de la cual 57,62 km² corresponden a tierra firme y (0,27 %) 0,16 km² es agua.

## Demografía
Según el censo de 2010, había 1865 personas residiendo en el municipio de Windham. La densidad de población era de 32,28 hab./km². De los 1865 habitantes, el municipio de Windham estaba compuesto por el 97,59 % blancos, el 1,39 % eran afroamericanos, el 0,11 % eran asiáticos, el 0,38 % eran de otras razas y el 0,54 % eran de una mezcla de razas. Del total de la población el 0,8 % eran hispanos o latinos de cualquier raza.